# Тушино (станція)
Ту́шино (рос. Тушино) — залізнична станція Ризького напрямку Московської залізниці, у складі лінії МЦД-2. Розташована у Москві. Входить до Московсько-Смоленського центру організації роботи залізничних станцій ДЦС-3 Московської дирекції управління рухом. За основним характером роботи є вантажною, за обсягом роботи віднесена до 3 класу.
Є пересадковою на станцію метро «Тушинська» та на кінцеву зупинку міжміських і міських автобусів.
Розташована на північному заході міста, біля Волоколамського шосе, має виходи на проїзд Стратонавтів та Тушинську вулицю. Названа по колишньому однойменному селу, а в 1960 році увійшла до складу Москви.
Пряме сполучення на північний захід до станцій Нахабіно, Дєдовськ, Новоєрусалимська, Рум'янцево, Волоколамськ, Шаховська; на південь — до Москви-Ризької і через Москва-Пасажирська-Курська до станцій і з.п. Депо, Царицино, Червоний Будівельник, Щербинка, Подольськ, Львовська, Столбова, Чехов, Серпухов, Ревякіно (1 пара по вихідних). На станції мають зупинку всі електропоїзди.
Має склад з однієї острівної на дузі та однієї прямої берегової платформ. Сходи з пішохідного моста на платформи демонтовані. Прохід на станцію метро з центральної платформи здійснюють через підземний перехід. Обладнана турнікетами в 2000 р, у складі другої тарифної зони.
На захід від платформи розташовано оборотний тупик для електропоїздів, який рідко використовують за призначенням (тільки при змінах у розкладі). З 26 травня 2013 року розпочали рух прямі електропоїзди, що прямують до станції Тушино та мають оборот через цей тупик. Це електропоїзди, що прямують з Курського напрямку: Чехов — Тушино — Ревякіно (у вихідні) і Серпухов — Тушино — Серпухов.
Час руху від Москва-Ризька — 23 хвилини.
Від станції є відгалуження під'їзної колії на територію ММП імені Чернишова та Завод залізобетонних виробів.